# Luis Espel
Luis Alfonso Espel (né le 8 juillet 1964) est un footballeur international guatémaltèque.

## Biographie
Espel évolue en équipe nationale guatémaltèque au début des années 1990 (25 sélections, un but[réf. nécessaire]). Il dispute notamment la Gold Cup 1991.